# Glasaugenbarsch
Der Glasaugenbarsch (Sander vitreus), auch Amerikanischer Zander oder im Englischen walleye genannt, ist ein Barsch und gehört in der Familie der Echten Barsche zur Gattung Sander. Entdeckt und benannt wurde er 1818 durch Samuel Latham Mitchill.

## Beschreibung

### Aussehen, Maße und Morphologie
Der Glasaugenbarsch ist mit einer Körperlänge von etwa 75 bis 107 Zentimeter ein relativ großer, gestreckter Fisch. Der nahezu zylindrische Körper erreicht 7 bis mitunter 11,3 Kilogramm an Gewicht. Sein Name rührt von dem manchmal „glasig“ (auch lat. vitreus) erscheinenden Blick, auf den auch der amerikanische Fischname wall-eye Bezug nimmt, der auf eine angebliche Hornhauttrübung hinweist – während beides in Wahrheit auf einer lichtreflektierenden Schicht hinter der Netzhaut beruht, die das Dämmerungssehen verbessert.
Im Kopf- und Rückenbereich zeigt er eine oliv- bis gelblich-braune Färbung, wobei die Seiten etwas heller sind. Die erste Rückenflosse weist als einzige im Bereich der hinteren Basis einen dunklen Fleck auf, bei der zweiten Rückenflosse sind es hingegen mehrere Reihen von kleinen Flecken. Die Anal- und Beckenflossen sind in der Regel durchsichtig, die Unterseite des Kopfes ist dagegen weiß bis gelblich. Die sehr ausgeprägte Schnauze verfügt über entwickelte und starke Hundszähne im Kiefer und auf den Gaumenbeinen. Der Oberkiefer ist leicht hervorstehend und bis unterhalb der Mitte des Auges ausgedehnt, der hintere Kieferrand reicht dabei bis unter den Hinterrand des Auges. Unter- und Oberkiefer sind an der Spitze leicht gebogen. Der Glasaugenbarsch hat acht niedrige Kiemenreusen-Fortsätze pro Bogen, insgesamt 13–17 dorsale Stacheln, 18–22 dorsale Weichstrahlen, zwei anale Stacheln, 11–14 anale Weichstrahlen, 44–48 Rückenwirbel, 13–16 Brustflossenstrahlen sowie 7 (oder 8) Branchiostegal-Strahlen. Auf dem Laichkleid sind keine Tuberkel vorhanden. Während die Wangen über eine dünne Skalierung verfügen, sind die Kiemenvordeckel breit gesägt. Die gegabelte Schwanzflosse ist weit von der Dorsalflosse getrennt. Die vollständige Seitenlinie verläuft geradlinig.

### Lebensweise
Der Glasaugenbarsch hält sich im Frühling sowie im Herbst in flachen Gewässern und in Buchten von großen Seen auf, wobei er dort häufig in eher felsigen Bereichen anzutreffen ist. Im Sommer sucht er hingegen kühlere und tiefere Bereiche auf, er zieht sich dann auch am Tage in tiefere Gewässer zurück. Als bevorzugte Wassertemperatur gelten etwa durchschnittliche 23 Grad Celsius. 

Als ein sich vorwiegend von Fischen ernährender Räuber geht der Glasaugenbarsch zumeist am frühen Morgen und am Abend auf Nahrungssuche, jedoch kann er insbesondere in trüben Gewässern auch den ganzen Tag über aktiv sein. Intensivem Licht weicht er allerdings aus, so dass die aktivsten Jagdzeiten in der Dämmerung und bei Bewölkung stattfinden. Der Glasaugenbarsch erreicht ein mögliches Alter von etwa acht bis zehn Jahren, es gibt jedoch auch dokumentierte Fälle von 29 Altersjahren.

## Unterarten
- Sander vitreus glaucus (Hubbs, 1926), ausgestorben
- Sander vitreus vitreus (Mitchill, 1818)

## Verbreitung
In weiten Teilen Nordamerikas findet der Glasaugenbarsch Verbreitung. Zudem ist er im Sankt-Lorenz-Strom, in der Arktis, im Mississippi River, im Einzugsgebiet von Québec bis zu den Nordwest-Territorien in Kanada sowie im Süden bis Alabama und Arkansas vorzufinden.

## Ernährung
Der Glasaugenbarsch ernährt sich in der Nacht vor allem von Insekten und von kleineren Fischen, darunter kleine Barsche, Forellen und Hechte und der Süßwassertrommler. Wenn Insekten und Fische knapp werden, ernährt er sich alternativ auch von Krebstieren, Schnecken, Lurchen, Egeln und von kleinen Säugetieren. Als Jungfisch ernährt er sich überwiegend von Plankton und von Wasserinsekten.

## Fortpflanzung
Im Alter von zwei bis vier Jahren erreichen Männchen die Geschlechtsreife, die Weibchen hingegen im Alter von drei bis sechs Jahren. Die Laichzeit findet in den Monaten von Februar bis April bei Wassertemperaturen von 8,9 bis 12,8 Grad Celsius statt. Flache Seen oder überflutete Vegetationsräume mit reichlich Kiesuntergrund dienen hierbei als Laichplätze. Regulär erfolgt die Laichablage am Abend in kleinen Gruppen, wobei das Männchen oder das Weibchen den Laichvorgang einleitet, indem seitlich kontinuierlich Druck gegen den Partner ausgeübt wird. An der Wasseroberfläche werden Eier und Spermien zeitgleich abgesondert. Das Weibchen kann bis zu 612.000 Eier mit einer Länge von jeweils etwa 0,801 Millimetern in der Laichzeit abgeben. Die Anzahl steigt pro Jahr bis zu einem Alter von mindestens zehn Jahren, wohingegen das Männchen über einen längeren Zeitraum laicht. Nach der Befruchtung sinken die Eier zu Boden und bleiben mit Hilfe der klebrigen, äußeren Membran am Boden haften. Die Fisch-Larven ernähren sich zunächst von kleinen Krebstieren, wenn der jeweilige Dottersack vollständig aufgebraucht wurde, fressen jedoch bisweilen auch ihre Geschwister (Adelphophagie). Die Umstellung der Ernährung auf Fische und Wirbellose tritt erst mit einer Größe von 34 bis 80 Millimetern ein. Die Population verdoppelt sich in der Regel zwischen 4,5 und 14 Jahren.

## Parasiten
Dacnitoides cotylophora (Synonym Dichelyne cotylophora) ist ein im Darm parasitierender Spulwurm.

## Fischzucht
Obgleich der Glasaugenbarsch nicht in großem Umfang für den Verbrauch gezüchtet wird, zieht die Fischindustrie dennoch Glasaugenbarsche in Zuchtfarmen auf. In den USA wurde durch Gerichtsurteil untersagt, importierte Filets des Europäischen Zanders (Sander lucioperca) als wall-eye zu vermarkten, obwohl geschmacklich kein Unterschied zu merken ist.